# Parafia Podwyższenia Krzyża Świętego w Toruniu
Parafia Podwyższenia Krzyża Świętego w Toruniu – parafia rzymskokatolicka w diecezji toruńskiej, w dekanacie Toruń III, z siedzibą w Toruniu. Proboszczem parafii jest ks. kanonik Krzysztof Eugeniusz Krzemiński.
Parafia mogła powstać po opuszczeniu Kaszczorka przez wspólnotę begardów ok. 1321 roku, którzy pod koniec XIII wieku zbudowali w miejscowości świątynię. Kościół i zabudowania po begardach otrzymali dominikanie z Torunia. Zakonnicy przebywali w Kaszczorku do 1830 roku. Po ich odejściu następnymi duszpasterzami w parafii byli księża diecezjalni.
Odpust Podwyższenia Krzyża Świętego przypada 14 września (ipsa die).